# Выборы в Тульскую областную думу (2019)
Выборы депутатов Тульской областной думы седьмого созыва состоялись в Тульской области в единый день голосования 8 сентября 2019 года. Партия «Единая Россия» победила как в едином (50,27 %), так и в большинстве одномандатных округов (21 из 24) и получила большинство мест (27 из 36), потеряв при этом 6 мест. КПРФ, ЛДПР и «Справедливая Россия» — по 2 места, Партия пенсионеров и «Коммунисты России» — по 1 месту.

## Избирательная система
Депутаты Тульской областной думы избираются на 5 лет по смешанной системе (параллельное голосование).
На предыдущих выборах 2014 года из 38 депутата 19 избирались по пропорциональному принципу, 19 депутатов — в одномандатных округах по системе относительного большинства. 31 января 2019 года Тульской областной думой был принят закон, изменивший соотношение и количество депутатов.
По новой редакции закона, из 36 депутатов 12 избираются в едином избирательном округе по пропорциональному принципу из партийных списков. Каждая политическая партия должна составить партийный список, состоящий из региональных частей. Каждая региональная группа соответствует двум одномандатным округам и должна включать от 4 до 6 кандидатов. Региональных групп должно быть от 6 до 12. Количество кандидатов, не являющихся членами партии, не должно превышать 50 % от всего списка. В список не могут быть включены члены иных политических партий.
Для получения мест партийный список должен преодолеть процентный барьер в 5 %. Если сумма голосов за партии, преодолевшие барьер, составляет менее 50 %, к распределению мандатов поочерёдно допускаются списки, набравшие менее 5 %, пока сумма голосов не превысит 50 %. Если за одну партию отдано более 50 % голосов, а остальные списки набрали менее 5 % голосов, к распределению мандатов допускается партия, которая заняла второе место. Между партиями места распределяются по методу Д’Ондта. Внутри партийных списков мандаты поочерёдно получают кандидаты региональных групп, в которых партийный список набрал больший процент голосов.
Остальные 24 депутатов избираются в одномандатных округах по системе относительного большинства. Кандидаты выдвигаются партиями или в порядке самовыдвижения.

## Ключевые даты
- 30 мая Тульская областная дума назначила выборы на 8 сентября 2019 года (единый день голосования)[5].
- 4 июня постановление о назначении выборов было опубликовано в СМИ.[6]
- 5 июня Избирательная комиссия Тульской области утвердила календарный план мероприятий по подготовке и проведению выборов.[6]
- с 24 июня по 24 июля — период выдвижения кандидатов и партийных списков.[6]
  - агитационный период начинается со дня выдвижения и заканчивается и прекращается за одни сутки до дня голосования.[6]
- по 29 июля — период представления документов для регистрации кандидатов и партийных списков.[6]
  - в течение 10 дней после принятия документов для регистрации — принятие решения о регистрации кандидата или списка либо об отказе в регистрации.[6]
- с 10 августа по 6 сентября — период агитации в СМИ.[6]
- 7 сентября — день тишины.[6]
- 8 сентября — день голосования.

## Участники
Согласно постановлению областной избирательной комиссии, 5 политических партий имели право выставить списки кандидатов без сбора подписей избирателей:
- Единая Россия
- Коммунистическая партия Российской Федерации
- ЛДПР — Либерально-демократическая партия России
- Справедливая Россия
- Партия пенсионеров

### Партийные списки
Для регистрации партиям необходимо было собрать от 5936 до 6529 подписей (0,5 % от числа избирателей).
| Номер в бюллетене | Партия                                                  | Региональных групп | Кандидатов в списке | Статус списка          |  |
| ----------------- | ------------------------------------------------------- | ------------------ | ------------------- | ---------------------- |  |
| 1                 | Коммунистическая партия Коммунисты России               | 11                 | 44                  | зарегистрирован        |  |
| 2                 | Российская объединённая демократическая партия «Яблоко» | 7                  | 30                  | зарегистрирован        |  |
| 3                 | Коммунистическая партия Российской Федерации            | 12                 | 71                  | зарегистрирован        |  |
| 4                 | ЛДПР — Либерально-демократическая партия России         | 12                 | 62                  | зарегистрирован        |  |
| 5                 | «Справедливая Россия»                                   | 12                 | 58                  | зарегистрирован        |  |
| 6                 | Партия пенсионеров                                      | 12                 | 48                  | зарегистрирован        |  |
| 7                 | «Единая Россия»                                         | 12                 | 72                  | зарегистрирован        |  |
|                   |                                                         |                    |                     |                        |  |
|                   | «Российский общенародный союз»                          | 7                  | 29                  | отказано в регистрации |  |
|                   | «Родина»                                                | 9                  | 38                  | отказано в регистрации |  |
| 1. 2.             |                                                         |                    |                     |                        |  |

### Кандидаты по одномандатным округам
По 24 одномандатным округам кандидаты могли выдвигаться как от партии, так и путём самовыдвижения. Кандидатам необходимо собрать 3 % подписей от числа избирателей соответствующего одномандатного округа.
| Партия | Партия                                       | Кандидатов | Кандидатов       |
| Партия | Партия                                       | Выдвинуто  | Зарегистрировано |
| ------ | -------------------------------------------- | ---------- | ---------------- |
|        | Партия Роста                                 | 1          | 1                |
|        | «Родина»                                     | 7          | 1                |
|        | Партия пенсионеров                           | 13         | 13               |
|        | Коммунистическая партия Российской Федерации | 23         | 17               |
|        | Коммунистическая партия Коммунисты России    | 24         | 13               |
|        | ЛДПР                                         | 24         | 23               |
|        | «Единая Россия»                              | 24         | 23               |
|        | «Справедливая Россия»                        | 23         | 21               |
|        | Самовыдвижение                               | 5          | 0                |
| Всего  | Всего                                        | 144        | 112              |

## Опросы
| Дата | Опрос проводил | ЕР            | КПРФ  | ЛДПР | СР   | Родина | Яблоко | ПР  | Другая партия | Не опреде- лились | Испортят бюлле- тень | Не пойдут | Другое |     |     |     |      |     |     |     |
| ---- | -------------- | ------------- | ----- | ---- | ---- | ------ | ------ | --- | ------------- | ----------------- | -------------------- | --------- | ------ | --- | --- | --- | ---- | --- | --- | --- |
| Дата | Опрос проводил | 26—29.03.2019 | ЦИПКР | 40 % | 14 % | 8 %    | 2 %    | 2 % | Другая партия | Не опреде- лились | Испортят бюлле- тень | Не пойдут | Другое | 2 % | 1 % | 7 % | 14 % | 3 % | 4 % | 3 % |

## Результаты
| Партия                           | Партия                           | по единому округу | по единому округу | по единому округу | по единому округу | по единому округу | по одно- мандатным округам | по одно- мандатным округам | всего | всего | всего   | всего    |
| Партия                           | Партия                           | Голосов           | %                 | +/-               | Мест              | +/-               | Мест                       | +/-                        | Мест  | +/-   | %       | +/-      |
| -------------------------------- | -------------------------------- | ----------------- | ----------------- | ----------------- | ----------------- | ----------------- | -------------------------- | -------------------------- | ----- | ----- | ------- | -------- |
|                                  | «Единая Россия»                  | 188 203           | 50,27 %           | ▼15,71 %          | 6                 | ▼9                | 21                         | ▲3                         | 27    | ▼6    | 75,00 % | ▼11,84 % |
|                                  | КПРФ                             | 54 232            | 14,49 %           | ▲2,68 %           | 2                 | ▬0                | 0                          | ▬0                         | 2     | ▬0    | 5,56 %  | ▼0,29 %  |
|                                  | ЛДПР                             | 38 886            | 10,39 %           | ▲1,72 %           | 1                 | ▼1                | 1                          | ▲1                         | 2     | ▬0    | 5,56 %  | ▼0,29 %  |
|                                  | «Справедливая Россия»            | 26 561            | 7,09 %            | ▲3,45 %           | 1                 | ▲1                | 1                          | ▲1                         | 2     | ▲2    | 5,56 %  | ▲5,56 %  |
|                                  | Партия пенсионеров               | 22 187            | 5,93 %            | ▲1,92 %           | 1                 | ▲1                | 0                          | ▬0                         | 1     | ▲1    | 2,78 %  | ▲2,78 %  |
|                                  | «Коммунисты России»              | 21 243            | 5,67 %            | —                 | 1                 | —                 | 0                          | —                          | 1     | —     | 2,78 %  | —        |
|                                  |                                  |                   |                   |                   |                   |                   |                            |                            |       |       |         |          |
|                                  | «Яблоко»                         | 8597              | 2,30 %            | ▲1,02 %           | 0                 | ▬0                |                            |                            | 0     | ▬0    | 0 %     | ▬0 %     |
|                                  | Партия Роста                     |                   |                   |                   |                   |                   | 1                          | —                          | 1     | —     | 2,78 %  | —        |
|                                  | «Родина»                         |                   |                   |                   |                   |                   | 0                          | ▼1                         | 0     | ▼1    | 0 %     | ▼2,63 %  |
|                                  |                                  |                   |                   |                   |                   |                   |                            |                            |       |       |         |          |
| Действительные бюллетени         | Действительные бюллетени         | 359 909           | 96,13 %           | ▼1,68 %           |                   |                   |                            |                            |       |       |         |          |
| Недействительные бюллетени       | Недействительные бюллетени       | 14 486            | 3,87 %            | ▲1,68 %           |                   |                   |                            |                            |       |       |         |          |
| Всего                            | Всего                            | 374 395           | 100 %             | —                 | 12                | ▼7                | 24                         | ▲5                         | 36    | ▼2    | 100 %   | —        |
|                                  |                                  |                   |                   |                   |                   |                   |                            |                            |       |       |         |          |
| Бюллетени, выданные на участках  | Бюллетени, выданные на участках  | 307 504           | 81,92 %           | ▼3,54 %           |                   |                   |                            |                            |       |       |         |          |
| Бюллетени, выданные вне участков | Бюллетени, выданные вне участков | 67 887            | 18,08 %           | ▲3,54 %           |                   |                   |                            |                            |       |       |         |          |
|                                  |                                  |                   |                   |                   |                   |                   |                            |                            |       |       |         |          |
| Явка                             | Явка                             | 375 391           | 31,87 %           | ▼7,12 %           |                   |                   |                            |                            |       |       |         |          |
| Число избирателей                | Число избирателей                | 1 177 777         | 100 %             |                   |                   |                   |                            |                            |       |       |         |          |

## Формирование
26 сентября 2019 года состоялось первое заседание Тульской областной думы VI созыва. Было сформировано 6 фракций: «Единая Россия» (27 депутатов), КПРФ, ЛДПР и «Справедливая Россия» (по 2 депутата), Российская партия пенсионеров за социальную справедливость и Коммунистическая партия Коммунисты России (по 1 депутату). Председателем областной думы вновь избран Сергей Харитонов («Единая Россия»). Первым заместителем председателя избран Николай Воробьёв («Единая Россия»), заместителями председателя — Александр Балберов (ЛДПР) и Александр Рем («Единая Россия»). Полномочиями члена Совета Федерации — представителя от Тульской областной думы вновь наделён Игорь Панченко («Единая Россия»).
| Фракции | Фракции                                                    | Членов | Руководитель       |
| ------- | ---------------------------------------------------------- | ------ | ------------------ |
|         | Единая Россия                                              | 27     | Николай Воробьёв   |
|         | КПРФ                                                       | 2      | Александр Савенков |
|         | ЛДПР                                                       | 2      | Александр Балберов |
|         | Справедливая Россия                                        | 2      | Сергей Гребенщиков |
|         | Российская партия пенсионеров за социальную справедливость | 1      | Виктория Ермакова  |
|         | Коммунистическая партия Коммунисты России                  | 1      | Юрий Моисеев       |
|         |                                                            |        |                    |
|         | Вне фракций                                                | 1      | —                  |